# Concrezione
In geologia vengono definite concrezioni le formazioni, in genere calcaree, che il carbonato di calcio (formula chimica CaCO3) forma in soluzione depositandosi, nella forma cristallina della calcite. La disciplina che fornisce dati utili agli studiosi sulle concrezioni è la speleologia. Ci sono diverse tipologie di queste formazioni che vengono denominate con vari termini, alcuni dei quali maggiormente conosciuti: stalattiti, stalagmiti, colonne, cristalli, vaschette, coralloidi, pisoliti, eccentriche, ecc... Molti settori della scienza si servono per la ricerca in ambito ambientale e, nell'ambito delle grotte il più efficace elemento di   è sicuramente rappresentato dalle concrezioni: esse rappresentano il più ricco e attendibile archivio di informazioni sul Quaternario.

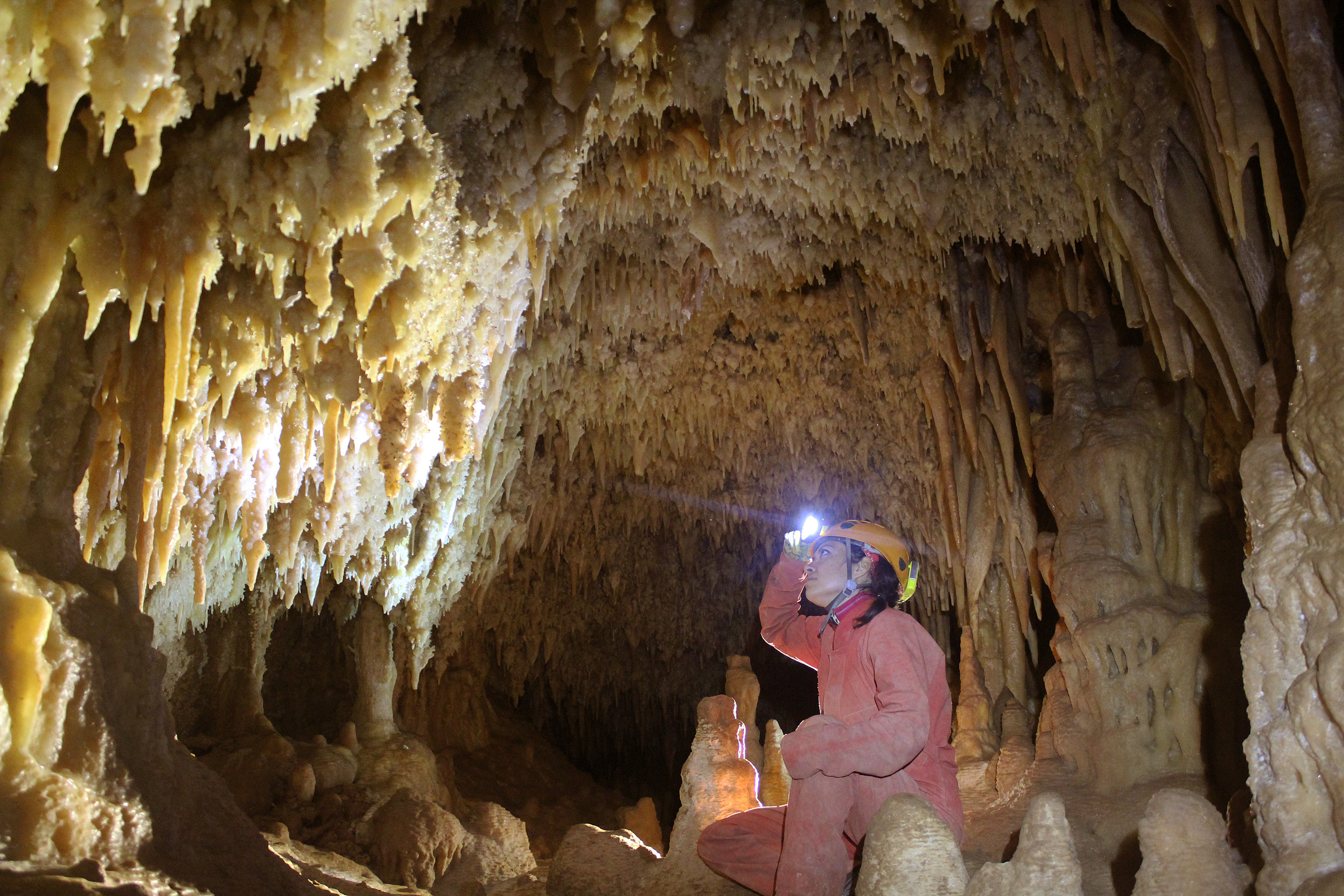
Un salone riccamente concrezionato dalla presenza di migliaia di stalattiti, stalagmiti ed altre microforme sulla volta, le pareti e parte del pavimento. La formazione di tale ambiente ha richiesto migliaia di anni ed è in continua evoluzione in quegli ambienti dove c'è continua presenza di acqua per scorrimento superficiale, stillicidio e altro.

Le concrezioni delle grotte possono essere utilizzate allo scopo di studiare:
-  il clima
-  diversi dati sull'ambiente ipogeo e di conseguenza dell'evoluzione di quello epigeo.
-  i terremoti
Consentono inoltre la datazione assoluta di questi fattori.

## Genesi
Dal punto di vista chimico la loro formazione segue sempre lo stesso iter: l'acqua che circola nelle microfessure e nelle porosità della roccia contiene disciolti numerosi sali, principalmente bicarbonato di calcio, (formula chimica Ca(HCO3)2). Si tratta di una circolazione relativamente molto lenta e in condizioni di pressione e assenza di aria. Quando l'acqua arriva a contatto con i vuoti della cavità e con l'aria si viene a trovare in condizioni fisiche di minor pressione e il bicarbonato di calcio si trasforma in carbonato:
{\displaystyle {\ce {Ca(HCO3)2-> CaCO3 + CO2 + H2O}}}
il quale e` insolubile e precipita cioè si deposita assumendo diverse forme a seconda delle condizioni in cui avviene la deposizione, e generando in tal modo le concrezioni.
Il carbonato di calcio puro è bianco, ed infatti esistono concrezioni bianchissime. Spesso però le concrezioni contengono altri sali che danno caratteristiche colorazioni. La presenza di impurità minerali seppure la causa principale della colorazione delle concrezioni, non è però l'unico fattore: altre cause possono essere la struttura del reticolo cristallino (grossi cristalli tendono ad essere più colorati dei microcristalli) oppure la presenza di materiali e/o contaminanti organici.
|  |  |  |  |  |  |  |

Le concrezioni hanno un accrescimento molto lento. La loro evoluzione è assai variabile e dipende da molteplici fattori: quantità di acqua, grado di saturazione, meccanismo genetico (le concrezioni tubolari si accrescono più rapidamente di altre tipologie), il clima e la morfologia del sistema carsico e ancora molto altro. In genere la crescita varia da pochi micron/anno (0.02 mm/anno) a frazioni di millimetro (0.2) in condizioni normali. In ambienti come le grotte termali si registrano crescite più rapide, fino a 100 mm/anno.
Le concrezioni di solfati e cloruri crescono più velocemente (vari cm/anno) e con ritmo variabile. La crescita delle concrezioni di ghiaccio dipende dalla velocità di gocciolamento dell'acqua e dalla temperatura dell'aria. Le concrezioni si formano sia in ambiente vadoso (dove le acque meteoriche che si infiltrano nel terreno scorrono verticalmente verso il basso per gravità) che in ambiente allagato. La crescita di vari tipi di concrezione dipende dalle condizioni di formazione, e dal meccanismo di deposizione.

## Le tipologie di concrezioni maggiormente diffuse
In natura esistono numerosi tipi di concrezioni. Di seguito vengono riportate solo le tipologie più diffuse e maggiormente conosciute anche da coloro che non operano in ambito speleologico.

### Aragonite
La calcite e l’aragonite hanno la stessa formula chimica, ma differente struttura cristallina.
Nelle normali condizioni di pressione e temperatura, la calcite è la fase stabile del carbonato di calcio, inoltre l’Aragonite è molto più solubile. Tuttavia in grotta l’aragonite è il secondo minerale più comune; i parametri che influenzano la precipitazione di calcite o aragonite sono:
- Concentrazione dello ione magnesio;
- Grado di sovrasaturazione e velocità di precipitazione;
- Pressione parziale di CO2 nell'atmosfera di grotta.

|  |  | Le concrezioni a cannule, dette anche tubolari sono stalattiti verticali di diametro esterno costante (5–10 mm) e con un canale interno (2–6 mm). Sono generalmente in calcite, raramente in aragonite. Il diametro esterno è limitato dalla dimensione di una goccia d'acqua, e il suo valore è determinato dalla dimensione del collarino di partenza. Il diametro interno dipende dalla portata. Le portate variano da 0,4 a 5 l/giorno. Non si generano mai su roccia nuda, ma occorre che su di essa vi sia sempre un sottile film di calcite porosa. Il collarino di partenza si forma attorno al poro di alimentazione della concrezione. L'acqua che esce dalla roccia forma una aureola entro cui si depositano i cristalli di calcite. Questa aureola presenta una svasatura conica verso il poro che favorisce il gocciolamento. L'acqua si diffonde dal poro nella goccia creando zone a diverso grado di sovrasaturazione (di calcite). Ne risulta che la calcite si deposita in una regione anulare (collarino) che cresce a dare inizio al tubicolo della concrezione. La struttura interna di una tubolare è in genere monocristallina, con asse Y parallelo all'asse della concrezione, poiché la velocità di accrescimento della calcite è maggiore lungo la direzione di tale asse e la deposizione, orientata dalla forza di gravità in senso verticale, tende ad orientare l'asse dei cristalli verticalmente. Il diametro delle tubolari varia da 4 a 6 millimetri circa, secondo la legge di Curl che lega la densità ρ della soluzione, il diametro D della concrezione, la tensione superficiale s del liquido, l'accelerazione di gravità g: {\displaystyle B_{0}=(\rho gD^{2})/\sigma } Dove: Bo = numero puro ρ = densità della soluzione g = accelerazione di gravità D = diametro cannula σ = tensione superficiale Bo ha un valore costante pari a circa 5,1 mm e tende dunque ad assumere un valore di equilibrio in qualsiasi parte del mondo. |

### Colate
Le colate sono strati di calcare depositato lungo le pareti da strati d'acqua. Anch'esse non sono limitate dalla gravità e possono raggiungere dimensioni notevoli.

### Coralloidi

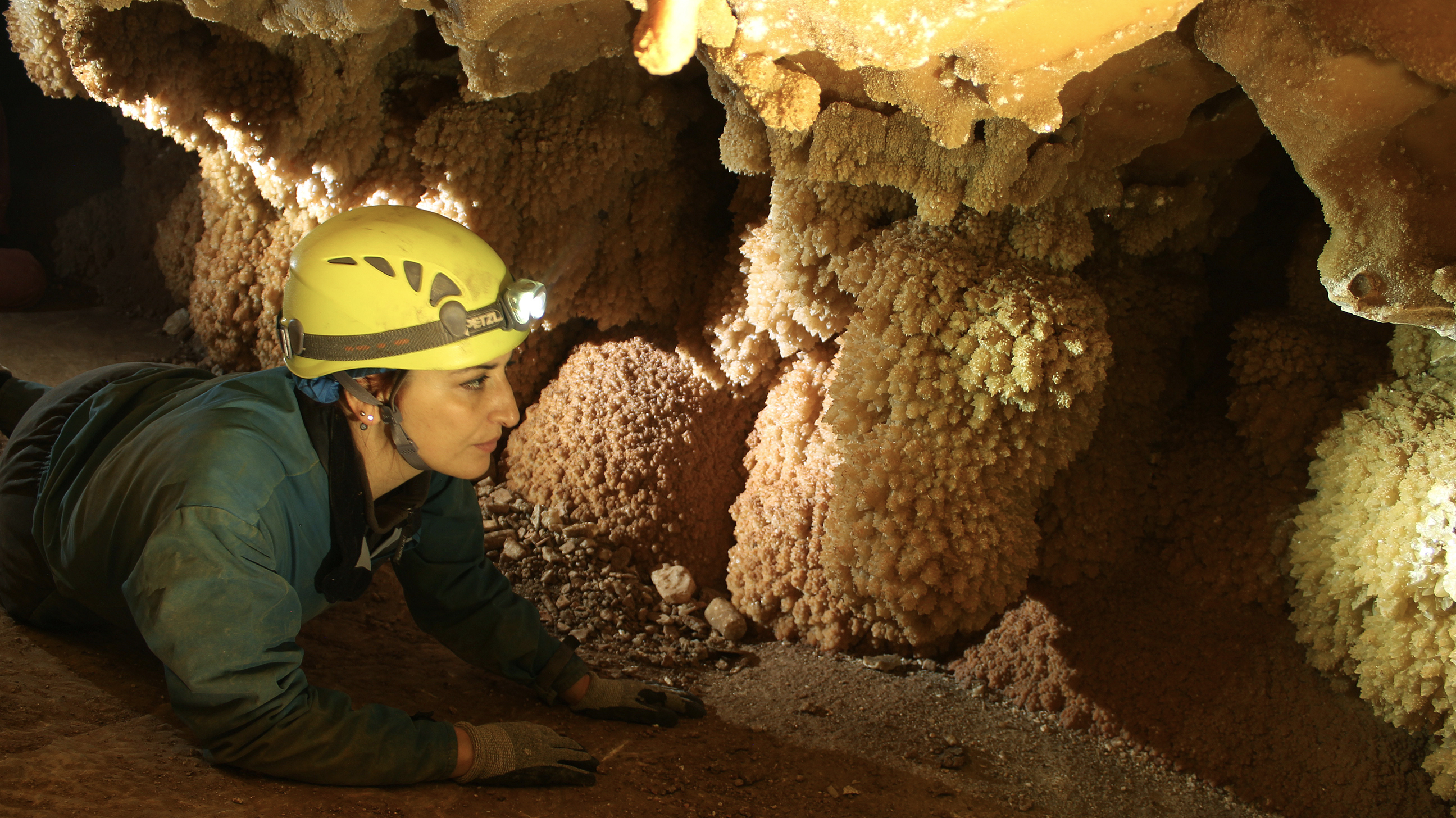
Una tipica formazione di coralloidi (detti anche "concrezioni a cavolfiore" o "broccoletti") nella Grotta Cava Zaccaria a Ostuni (BR)

I coralloidi sono concrezioni formate da microforme globulari più o meno sferiche, di diametro variabile, da qualche millimetro ad un paio di centimetri. Sono saldate tra loro e al supporto (parete della grotta o altra concrezione) da un sottile gambo. Generalmente l'unione di questi globuli tende a formare dei grappoli o delle macroforme dette anche "cavolfiori" in gergo comune. I coralloidi si formano quando delle particelle (microcristalli) di calcite vengono portate in sospensione e si depositano sul supporto che, se non è uniforme, dato il moto casuale delle particelle, fa sì che queste abbiano maggiore probabilità di depositarsi sulle piccole irregolarità più esterne, accrescendosi quindi più facilmente rispetto al resto della superficie.

### Cristalli di calcite
Cristalli di calcite si formano in vaschette o in crevasses ("grosse" spaccature nella roccia) per aggregazione di molecole. Perché questo avvenga, la soluzione deve essere in equilibrio meccanico. Il carbonato di calcio si deposita sotto forma di cristalli nei laghetti di grotta. Questi cristalli possono raggiungere anche notevoli dimensioni (fino a una decina di centimetri). In particolare la deposizione avviene sul bordo dei laghetti, formando i crostoni (o marciapiedi) che segnano il livello idrico attuale o antico. Da notare che nelle crevasses  i cristalli sono orientati con l'asse Z perpendicolare alla superficie. I cristalli crescono uniformemente, ma quelli con asse Z perpendicolare sono favoriti in quanto quelli con altre orientazioni interrompono la crescita contro i cristalli vicini.

### Eccentriche
| Si possono sviluppare in ogni direzione e la loro lunghezza può variare da pochi millimetri a vari metri, mentre il diametro passa da frazioni di millimetro a oltre 10 centimetri. Le eccentriche possono essere suddivise in 4 grandi categorie: - filiformi - a palline - vermiformi - monocristalline. Il canalicolo che si sviluppa all'interno dell’eccentrica prende una forma del tutto indipendente rispetto a quella dell'involucro esterno dell'eccentrica stessa; si tratta di una delle caratteristiche comuni a tutte le eccentriche ed ha una dimensione molto piccola che varia dagli 0,008 agli 0,5 millimetri. Normalmente non esiste gocciolamento dall'apice delle eccentriche ma, se l’alimentazione è tale da consentirlo, l’eccentrica tende a trasformarsi in una concrezione di tipo tubolare. La loro curvatura può essere costante e continua o variare secondo angoli definiti dal reticolo cristallino. |

### Latte di luna
Il mondmilch, o latte di luna, è un agglomerato di sostanze microcristalline che, impregnato d'acqua, si presenta soffice e plastico. Seccando assume un aspetto polveroso. Si forma, prevalentemente, in ambiente subaereo per precipitazione da acque sovrasature, in condizioni tali che i germi di cristallizzazione restano disordinati senza sviluppare cristalli. [1] Geneticamente il moonmilk può formarsi sia in maniera abiologica che biologica; forma di regola strati di alcuni centimetri su pareti, ma può dare luogo anche a concrezioni estese.

### Pisoliti
Le pisoliti, o perle di grotta, sono concrezioni di forma sferica o che si originano in vaschette con acqua in movimento. Si formano per accrescimento attorno ad un nucleo solido, per esempio un granello di sabbia o un frammento di roccia. Si formano solamente in acque notevolmente sovrasature. Maggiore è la saturazione, più favorita è la nucleazione (formazione di centri di accrescimento) rispetto all'accrescimento, per cui si hanno pisoliti più piccole e numerose. C'è una relazione fra il numero N delle pisoliti presenti in una vaschetta e la loro dimensione media (diametro D e superficie S):
{\displaystyle NSK=cost}
dove l'esponente K dipende dalla condizioni dell'ambiente di formazione (vaschetta, acque, clima della grotta). Esso è dell'ordine dell'unità, e risulta leggermente maggiore per le pisoliti vere e proprie, rispetto alle ooliti (sferette calcaree di origine sedimentaria con diametro <2 mm). In una vaschetta con acqua in movimento c'è sempre turbolenza che impedisce ai nuclei piccoli di depositarsi, per cui il limite inferiore delle dimensioni delle pisoliti di una vaschetta è determinato dall'energia cinetica (massima nell'arco dell'anno) dell'acqua. La velocità dell'acqua determina anche la dimensione massima. Infatti le pisoliti possono sussistere fintanto che l'acqua le tiene in moto (leggere vibrazioni) impedendo loro di saldarsi al fondo. Il grado di sovrasaturazione dell'acqua influenza la struttura interna. All'aumentare della sovrasaturazione si hanno rispettivamente pisoliti macrocristalline, laminate, travertinose.

### Stalagmiti
Le stalagmiti sono formate dalle gocce che cadono al suolo e, ancora sovrasature, depositano il calcare presso il punto di caduta (con intensità decrescente in modo radiale). Si forma così una deposizione arrotondata a cupola, su cui poi cresce la stalagmite per deposizione di successivi strati emisferici. Vista in sezione, una stalagmite presenta anelli concentrici di spessore decrescente con il raggio. In queste condizioni tutto il soluto si deposita sulla superficie a cupola della stalagmite con spessore uniforme, formando così una successione di cupole una sopra l'altra.
Le stalagmiti hanno una forma arrotondata, più tozza rispetto alle stalattiti e, non essendo limitate dalla gravità, arrivano a dimensione enormi, fino a 60-70 metri di altezza.
La relazione di Franke lega la velocità di crescita v all'area A   : {\displaystyle vA=cq}

Uno dei saloni ricchi di stalattiti, stalagmiti e colate calcitiche nella Peştera Floriilor (Romania)

dove sussiste la quantità di materiale depositato (in cm3/cm2) nella soluzione, e q è la quantità d'acqua che cade. Quindi il diametro di una stalagmite risulta:               {\displaystyle D=2sqrt(cq/Piv)}
   c = materiale depositato dall'unità di volume di soluzione
  q = quantità d’acqua che cade nell'unità di tempo
  v  = velocità di accrescimento apicale
   Pi = 3,14…..
Per alti valori di q il soluto non si deposita completamente (il valore c e` costante) e la velocità di crescita non varia, ma dipende proporzionalmente dal grado di sovrasaturazione dell'acqua. Il diametro della stalagmite dipende allora solo dalla quantità di acqua che la alimenta. Per bassi valori di q la velocità risulta invece proporzionale al prodotto cq e la stalagmite raggiunge un diametro minimo (legge di Curl) : {\displaystyle Dmin=2sqrt(V/Pid)}
dove V è il volume della goccia e d è lo spessore del film d'acqua che ricopre la stalagmite.
I cristalli sono orientati con gli assi Y perpendicolari alle bande emisferiche di accrescimento. Si forma una colonna quando una stalagmite e una stalattite in corrispondenza si congiungono. In tal caso si ha una concrezione che va dalla volta della grotta fino a terra, solitamente più stretta verso la metà e allargata alle estremità .

### Stalattiti
Le stalattiti sono concrezioni formatesi da un deposito iniziale di un anello di calcare. Con lo stillicidio vi è un lento accrescimento di questo accumulo fino a formare un tubicino (dal diametro di 5–10 mm): esso si sviluppa verso il basso alimentato internamente. L'evoluzione della concrezione dipende dall'intensità del flusso d'acqua di stillicidio. Si possono formare stalattiti finissime lunghe alcuni metri (dette capelli d'angelo o cannule). Se il tubo viene invece otturato, per esempio da sostanze solide trasportate dall'acqua, l'alimentazione prosegue verso l'esterno, sotto forma di un velo che ricopre la concrezione e il calcare che si deposita sulla sua superficie esterna tende a disporsi dandole una forma conica.
Se è troppo piccolo, si forma una goccia rotonda che tende ad allargarlo. Se è troppo grosso la goccia è svasata nella parte superiore e tende a restringere il diametro. Quando il piano di roccia è inclinato, l'acqua che esce dalla roccia scorre lungo il soffitto fino ad arrestarsi, formando una goccia, solo quando incontra una asperità. In questo caso non si forma il tubicino, ma la crescita avviene subito dall'esterno e la stalattite risulta massiccia.
Le stalattiti sono delle concrezioni "tubolari modificate"  per vari motivi:
- porosità della concrezione (che comporta un afflusso laterale e una crescita radiale);
- occlusione del canalicolo di alimentazione;
- alimentazioni laterali.

Nelle stalattiti l'asse Y dei cristalli di calcite è orientato nella parte centrale (canalicolo) nella direzione di crescita, come nelle tubolari, e nella parte laterale in direzione radiale, visto che tale è la direzione di crescita dei cristalli depositati dall'apporto superficiale. I cristalli sono disposti in bande concentriche, e la loro dimensione dipende dalle condizioni di crescita, con cristalli di dimensioni più piccole quanto maggiore è la velocità di crescita. Per velocità di crescita molto basse si hanno stalattiti monocristalline con asse parallelo all'asse di crescita e con sezione poligonale a tre o sei spigoli.
Stalattiti che formano delle leggere piegature si possono formare causate da correnti d'aria interne alla grotta: la direzione della curvatura è controvento se la crescita è governata dall'evaporazione dell'acqua (che viene favorita sulla parte ove arriva la corrente d'aria), ed invece è nel verso della corrente d'aria se la crescita è governata dalla diffusione dell'anidride carbonica (in tal caso la corrente sposta fisicamente la goccia). Quando l'acqua scivola lungo le pareti inclinate prima di staccarsi, si formano dei drappeggi (detti anche cortine, o vele), molto spesso con bande e colori diversi.

### Vele
La concrezione a vela è una formazione di varia estensione superficiale che pende dalla volta della grotta, a forma di lama, dallo spessore sottile, simile ad un drappeggio. Si sviluppa quando l'acqua filtra da una fessura. Spesso gli spessori di questo tipo di concrezioni risultano talmente sottili che ponendoci dietro una fonte di luce si possono osservare in trasparenza le variegate colorazioni date dai minerali presenti in esse. In gergo popolare si può sentire anche il termine "fetta di prosciutto" oppure "cortina".
|  |  |